# Объясняя религию. Природа религиозного мышления
«Объясняя религию. Природа религиозного мышления» (фр. Et l'homme créa les dieux: Comment expliquer la religion) — научно-популярная книга французского эволюционного психолога, социального и культурного антрополога Паскаля Буайе.

## Содержание
Буайе описывает генезис религиозных концепций как феномен систем познавательных выводов разума, сравнимый с парейдолией и восприятием религиозных образов в природных явлениях, возникающих в результате процессов восприятия лиц в человеческом мозгу. Буайе подтверждает натуралистическое происхождение религии доказательствами из многих специализированных дисциплин, включая биологическую антропологию, культурную антропологию, когнитивную науку, лингвистику, эволюционную биологию, когнитивную и эволюционную психологию и тд.
«Объясняя религию» описывает религиозные практики и верования с точки зрения недавних исследований когнитивной нейробиологии модульности разума. Эта теория включает когнитивные «модули» («устройства» или «подпрограммы»), лежащие в основе систем вывода и интуиции. Например, Буайе предполагает, что широко распространённые в культуре верования в «сверхъестественных агентов» (например, богов, предков, духов и ведьм) являются результатом обнаружения агентов: интуитивно понятный модульный процесс предполагаемого вмешательства сознательных агентов, независимо от их присутствия. «Когда мы видим, как ветки движутся в дереве, или когда мы слышим неожиданный звук позади нас, мы сразу же делаем вывод, что некий агент является причиной этого значительного события. Мы можем сделать это без какого-либо конкретного описания того, кем на самом деле является агент».
Буайе цитирует классическую историю о народности Занде антрополога Эдварда Эванса-Причарда об обрушении крыши дома, подточенной термитами:

По мнению антрополога, дом обрушился из-за термитов. Однако для людей занде было совершенно ясно, что тут замешано колдовство. При этом занде также знали, что непосредственной причиной инцидента были термиты. Но они хотели знать, почему это произошло именно в то время, когда в доме собрались определённые люди.
Согласно гипотезе Буайе, религия является «паразитом» (или «спандрелом»), ответвлением когнитивных модулей, сравнимым с тем, как процесс чтения паразитирует на языковых модулях.

Как я уже неоднократно указывал, для построения религиозных концепций требуются психические системы и способности… Религиозная мораль использует моральную интуицию, религиозные представления о сверхъестественных агентах задействуют нашу интуицию об агентстве в целом и так далее. Вот почему я сказал, что религиозные концепции паразитируют на других умственных способностях. Наша способность сочинять и слушать музыку, рисовать картинки или даже разбираться в чернильных пятнах на бумаге также паразитирует в этом смысле. Это означает, что мы можем объяснить, как люди играют музыку, рисуют картинки и учатся читать, исследуя, как эти действия задействуют умственные способности. То же самое и с религией. Поскольку концепции требуют всевозможных специфических человеческих способностей (интуитивная психология, склонность обращать внимание на некоторые противоречащие интуиции концепции, а также различные адаптации социального разума), мы можем объяснить религию, описывая, как задействуются эти различные способности, как они вносят вклад в особенности религии, которые мы находим в столь многих различных культурах. Нам не нужно предполагать, что существует особый способ функционирования, который возникает только при обработке религиозных мыслей.

## Издание в России
Книга была переведена на русский язык Марией Десятовой и вышла в свет в издательстве «Альпина нон-фикшн» в 2016 (ISBN 978-5-91671-632-0), переиздана в 2018 году (ISBN 978-5-91671-868-3).